# AzTV
AzTV (azer. Azərbaycan Televiziyası) – radio oraz telewizja w Azerbejdżanie. Jest to państwowa spółka akcyjna z siedzibą w Baku przy M. Hüseyn 1.
Radio zaczęło swoją edycję 6 listopada 1926, a telewizja 14 lutego 1956. Przewodniczącym telewizji jest Arif Alışanov.
Azerska telewizja nie należy do Europejskiej Unii Nadawców. Telewizję można także oglądać w internecie.

## Satelita
Dane techniczne przekazu z satelity Hot Bird na Europę
| Satelita      | Hot Bird   |
| Pozycja       | 13°E       |
| Częstotliwość | 11,034 MHz |
| Polaryzacja   | V          |
| Symbol Rate   | 27500 Ms/s |
| FEC           | 3/4        |